# Jaroslav Hübl (1957)
Jaroslav Hübl (* 4. října 1957) je bývalý český hokejový útočník. Jeho syn Jaroslav je hokejový brankář a hokejista byl i jeho synovec Viktor Hübl.

## Hokejová kariéra
V československé lize hrál za CHZ Litvínov a během vojenské služby za Duklu Trenčín. Nastoupil v 523 ligových utkáních, dal 147 gólů a měl 148 asistencí. V nižších soutěžích hrál i za VTŽ Chomutov a ve Finsku za Ylivieskan Jääkarhut. Za reprezentaci Československa nastoupil 28. října 1981 v Teplicích proti Finsku. Reprezentoval Československo na Mistrovství Evropy juniorů v ledním hokeji 1976, kde skončil tým na 4. místě. V roce 1977 reprezentoval Československo na mistrovství světa juniorů do 20 let, kde získal s týmem bronzovou medaili za 3. místo.

## Klubové statistiky
| Sezona    | Klub                 | Soutěž         | Základní část | Základní část | Základní část | Základní část | Základní část | Play off | Play off | Play off | Play off | Play off |
| Sezona    | Klub                 | Soutěž         | Z             | G             | A             | B             | TM            | Z        | G        | A        | B        | TM       |
| --------- | -------------------- | -------------- | ------------- | ------------- | ------------- | ------------- | ------------- | -------- | -------- | -------- | -------- | -------- |
| 1976/1977 | CHZ Litvínov         | 1. liga        | 34            | 6             | 7             | 13            | -             |          |          |          |          |          |
| 1977/1978 | CHZ Litvínov         | 1. liga        | 14            | 1             | 0             | 1             | 4             |          |          |          |          |          |
| 1978/1979 | Dukla Trenčín        | 1. liga        | 37            | 7             | 5             | 12            | 30            |          |          |          |          |          |
| 1979/1980 | Dukla Trenčín        | 1. liga        | 31            | 5             | 9             | 14            | 25            |          |          |          |          |          |
| 1979/1980 | CHZ Litvínov         | 1. liga        | 5             | 0             | 2             | 2             | 6             |          |          |          |          |          |
| 1980/1981 | CHZ Litvínov         | 1. liga        | 40            | 7             | 14            | 21            | 37            |          |          |          |          |          |
| 1981/1982 | CHZ Litvínov         | 1. liga        | 41            | 17            | 17            | 34            | -             |          |          |          |          |          |
| 1982/1983 | CHZ Litvínov         | 1. liga        | 42            | 9             | 11            | 20            | 50            |          |          |          |          |          |
| 1983/1984 | CHZ Litvínov         | 1. liga        | 43            | 16            | 10            | 26            | 38            |          |          |          |          |          |
| 1984/1985 | CHZ Litvínov         | 1. liga        | 19            | 10            | 6             | 16            | 17            |          |          |          |          |          |
| 1985/1986 | CHZ Litvínov         | 1. liga        | 45            | 14            | 10            | 24            | 24            |          |          |          |          |          |
| 1986/1987 | CHZ Litvínov         | 1. liga        | 33            | 13            | 11            | 24            | 78            | 11       | 7        | 4        | 11       | -        |
| 1987/1988 | CHZ Litvínov         | 1. liga        | 39            | 11            | 11            | 22            | -             |          |          |          |          |          |
| 1988/1989 | CHZ Litvínov         | 1. liga        | 32            | 9             | 7             | 16            | 48            | 10       | 0        | 2        | 2        | -        |
| 1989/1990 | Ylivieskan Jääkarhut | 3. finská liga | 36            | 36            | 39            | 75            | 42            |          |          |          |          |          |
| 1990/1991 | VTŽ Chomutov         | 3. liga        | -             | -             | -             | -             | -             |          |          |          |          |          |
| 1991/1992 | VTŽ Chomutov         | 3. liga        | -             | -             | -             | -             | -             |          |          |          |          |          |
| 1991/1992 | CHZ Litvínov         | 1. liga        | 24            | 6             | 11            | 17            | -             | 9        | 5        | 4        | 9        | -        |
| 1992/1993 | CHZ Litvínov         | 1. liga        | 44            | 16            | 17            | 33            | -             |          |          |          |          |          |